# 아가우어군
아가우어군(Agaw) 또는 중부 쿠시어군(Central Cushitic)은 에티오피아와 에리트리아에서 소규모로 사용되는 어군이다. 이 어군의 언어들은 암하라어와 에티오피아의 셈어군 여러 언어들에 영향을 미쳤다.

## 분류
- 아웅이어 (남부 아가우어)
- 북부 아가우어
  - 빌렌-캄탕가
    - 빌렌어
    - 캄탕가어 (중부 아가우어)

  - 키만트어 (서부 아가우어)
    - 방언: 크와라어